# Sitio de Nápoles (542-543)
El sitio de Nápoles fue un asedio exitoso de Nápoles realizado por los ostrogodos lidearados por Totila entre 542 y 543. Después de aplastar a los ejércitos bizantinos en Faventia y Mucellium, Totila marchó al sur hacia Nápoles, en poder del general Conon y con una guarnición de 1 000 hombres. Un gran número de refuerzos del recién nombrado magister militum Demetrio provenientes de Sicilia fue interceptado y casi totalmente destruido por los barcos de guerra godos. Un segundo grupo de refuerzos, de nuevo bajo Demetrio, igualmente fracasó en su tarea cuando los fuertes vientos obligaron a los barcos de la flota a varar, donde fueron atacados y vencidos por el ejército godo. Conociendo la grave situación de los defensores de la ciudad, Totila prometió una retirada pacífica a la guarnición si se rendían. Presionados por el hambre y desmoralizados por el fracaso de los refuerzos, Conon aceptó, y a finales de marzo o principios de abril de 543, Nápoles se rindió. Los defensores fueron tratados dignamente por Totila, y la guarnición bizantina pudo salir de la ciudad con seguridad, pero parte de las murallas de la ciudad fueron arrasadas.